# Walerian Bętkowski
Walerian Bętkowski (ur. 21 grudnia 1899 w Nowosielcach, zm. 23 listopada 1964 w Zabrzu) – polski botanik, nauczyciel biologii, przyrodnik, metodyk nauczania, działacz ochrony przyrody.

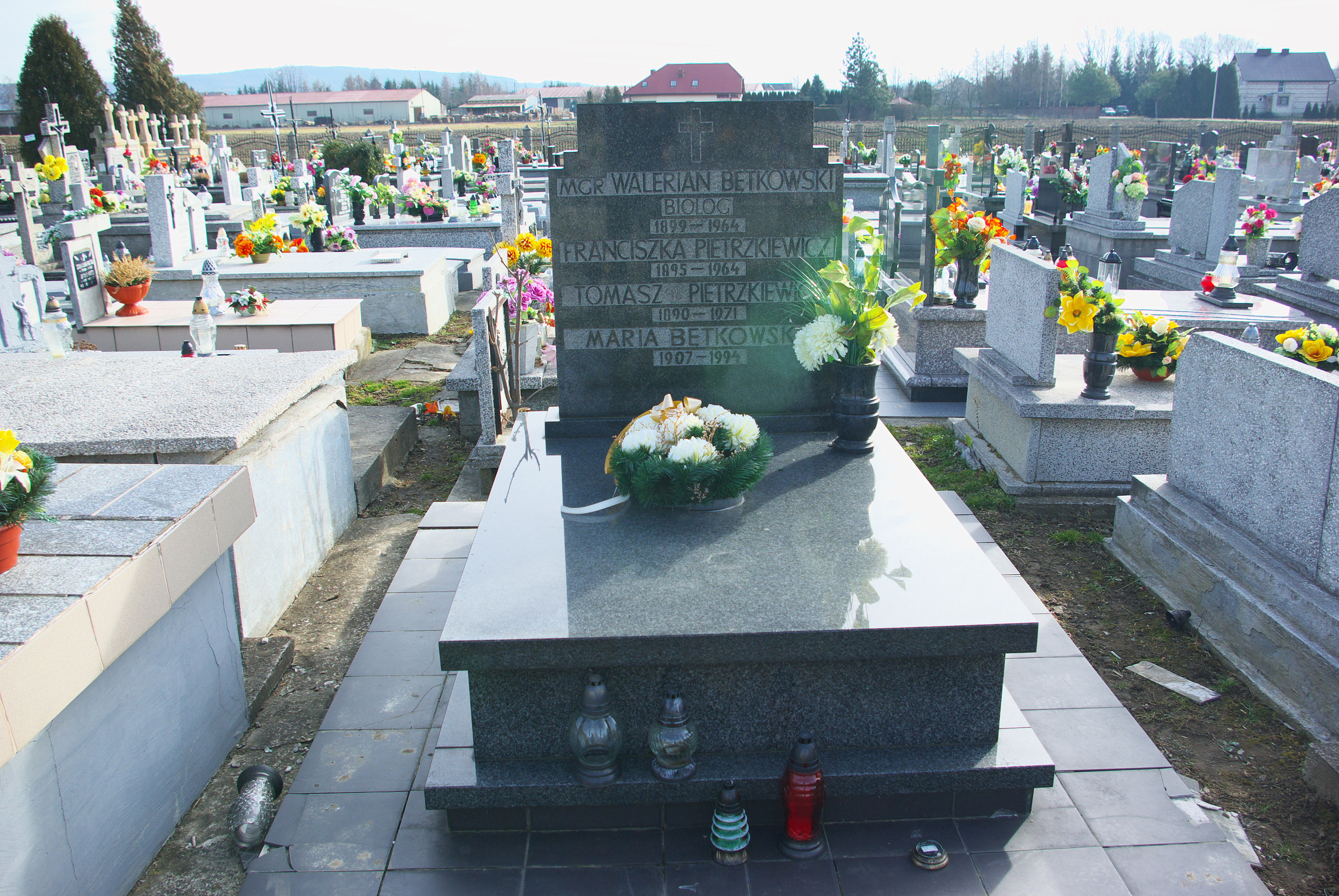
Grobowiec Waleriana Bętkowskiego

## Życiorys
Walerian Bętkowski urodził się 21 grudnia 1899 w Nowosielcach w rodzinie rolniczej jako syn Andrzeja. Kształcił się w Gimnazjum Męskim im. Królowej Zofii w Sanoku, gdzie w 1920 jako prywatysta wojskowy ukończył ósmą klasę (w jego klasie byli Bolesław Briks, Mieczysław Kwaśniewicz, Józef Władyka), a 3 kwietnia 1922 zdał egzamin dojrzałości. Jego kolegą z czasów szkolnych i studiów był Józef Kucharski. Od 1922 do 1926 studiował botanikę na Uniwersytecie Jana Kazimierza we Lwowie. Jego wieloletnim przyjacielem w Sanoku i we Lwowie był Józef Stachowicz. Podczas studiów należał do Akademickiego Koła Sanoczan (należeli do niego także m.in. J. Stachowicz, Maria Myćka, Stanisław Hroboni, Józef Kucharski, Marian Strzelbicki, Julian Puzdrowski). Uzyskał dyplom magistra na podstawie pracy pt. „Udział bakterii w obiegu azotu i przemianie jego związków w przyrodzie”, napisanej pod kierunkiem prof. Seweryna Krzemieniewskiego. W rodzinnej wsi Długie był inicjatorem ustanowienia pomnika (1930), pamięci poległych podczas I wojny światowej i wojny 1918-1920. Pozostał na uczelni i do 1939 był asystentem swojego promotora, prof. Seweryna Krzemieniewskiego. Równolegle w latach 1931–1939 pracował jako nauczyciel biologii w III Państwowym Gimnazjum i Liceum we Lwowie. W 1937 został prezesem Oddziału Lwowskiego Ligi Ochrony Przyrody.
Po wybuchu II wojny światowej w okresie okupacji niemieckiej był współorganizatorem tajnych kompletów gimnazjalnych. Po zakończeniu wojny od 1945 pracował jako nauczyciel biologii w Miejskim Gimnazjum i Liceum w Dąbrowie Tarnowskiej, a później do śmierci w Liceum im. Bolesława Chrobrego w Bytomiu.
Publikował artykuły z zakresu botaniki i metodyki nauczania biologii, w tym dotyczące całego obszaru od historii nauki, przez organizację pracowni biologicznej aż po prowadzenie zajęć szkolnych. Publikował w czasopismach „Bartnik Postępowy” (1926-1938), „Chrońmy Przyrodę Ojczystą”, „Biologia w Szkole” (1949-1957), „Przyroda Polska”, „Wszechświat”, „Kosmos”, „Chowanna”, „Nowa Szkoła”, „Głos Nauczycielski”. Działał na rzecz organizacji szkolnictwa w okręgu bytomskim, ochrony przyrody (np. opracowywanie zazielenienia i zadrzewienia hałd i nieużytków). W 1945 wspólnie z Józefem Sałabunem zorganizował Wytwórnię Pomocy Naukowych w Bytomiu. W latach 1947–1950 stworzył w Bytomiu sekcję metodyczną nauczycieli biologii i był jej szefem do końca życia. Współpracował ze Związkiem Nauczycielstwa Polskiego, Centralnym Ośrodkiem Metodycznym, Ligą Ochrony Przyrody, Polskim Towarzystwem Przyrodników im. Kopernika, Towarzystwem Wiedzy Powszechnej.
Zamieszkiwał przy ulicy Jagiellońskiej 24/8 w Bytomiu. Zmarł 23 listopada 1964. Został pochowany na cmentarzu w Zarszynie. Miał syna Andrzeja, doktora medycyny.
W 1984 została zorganizowana sesja naukowo-dydaktyczna w 20. rocznicę śmierci Waleriana Bętkowskiego.

## Publikacje
- Botanika na semestr 1: materiały do nauczania w szkołach średnich ogólnokształcących dla dorosłych (1949)
- Zwały hutnictwa cynkowego i ich rola w zazielenianiu (1956)
- Zwały cynkowe na terenie Bytomia (1956)
- Ćwiczenia do nauki o człowieku w ogólnokształcącej szkole podstawowej: wskazówki metodyczne i techniczne dla nauczyciela (1960)
- Ćwiczenia botaniczne w szkole ogólnokształcącej: wybór ćwiczeń i doświadczeń oraz wskazówki techniczne dla nauczycieli (1960, współautorka: Halina Jaczewska)
- Szkolne wycieczki biologiczne na terenie województwa katowickiego: Założenia metodyczne i charakterystyka zbiorowisk, Część 1 (1965)
- Wskazówki metodyczne do nauki o człowieku w kl. VIII (1976, współautor: Zdzisław Madej)
- Wspomnienia przyrodnika (1915-1922); w ramach publikacji pt. Księga pamiątkowa Gimnazjum Męskiego w Sanoku 1888–1958[14]
- Z przeszłości i teraźniejszości Zarszyna, Długiego i Nowosielec oraz Osobliwości przyrody w powiecie sanockim (Rocznik Sanocki 1964)

## Odznaczenie
- Medal 10-lecia Polski Ludowej (22 grudnia 1954, na wniosek Ministra Oświaty)[15]